# Спормаджоре
Спормаджо̀ре (на италиански: Spormaggiore; на ладински: Sporgrant, Споргрант) е село и община в Северна Италия, автономна провинция Тренто, автономен регион Трентино-Южен Тирол. Разположено е на 565 m надморска височина. Населението на общината е 1271 души (към 2018 г.).